# HMOS
HMOS (anglicky High density, short channel Metal Oxide Silicone, případně High-performance MOS) je označení technologie výroby číslicových integrovaných obvodů, která byla používána od roku 1976 pro výrobu většiny mikroprocesorů, některých typů pamětí a mnoha podpůrných a periferních obvodů. V polovině 80. let 20. století začala být nahrazována technologií CMOS a HCMOS.

## Použití
Do začátku 80. let 20. století, byly obvody používající technologii CMOS stále docela pomalé a byly používány většinou pro obvody nízké a střední integrace řady 4000, statické RAM a zákaznické obvody ASIC s nízkým příkonem pro spotřební elektroniku jako digitální hodinky a kalkulátory apod. Pro obvody vysoké integrace, které měly mít vysoký výkon se používala technologie NMOS.
Technologie HMOS je vylepšená technologie NMOS se zatěžovacími tranzistory v režimu ochuzení, kterou vyvinula firma Intel pro výrobu statických RAM pamětí. Technologie začala být používána v roce 1976 a velmi brzy byla použita i pro výrobu novějších provedení mikroprocesorů Intel 8085 a Intel 8086 se sníženou spotřebou a vyšším výkonem a dalších čipů.
Licence na technologii HMOS byly také prodány dalším výrobcům, například firmě Motorola, která ji použila na výrobu obvodů řady Motorola 68000.
Technologie označované HMOS, HMOS II, HMOS III a HMOS IV byly používány pro výrobu mnoha druhů mikroprocesorů: Intel 8048, Intel 8051, Intel 8086, Intel 80186, Intel 80286.
| Generace | Uvedení na trh | Délka kanálu | Zpoždění hradla |
| -------- | -------------- | ------------ | --------------- |
| HMOS I   | 1976           | ≈ 3 µm       | 100 ns          |
| HMOS II  | 1979           | ≈ 2 µm       | 30 ns           |
| HMOS III | 1982           | ≈ 1,5 µm     | 10 ns           |